# Jozef Vergote
Jozef Antoon Leo Maria Vergote (1910-1992) est un égyptologue et coptologue flamand.

## Biographie
Jozef Vergote est né le 16 mars 1910 à Gand, en Belgique. 
Il obtient son doctorat en philologie classique et langues orientales en 1932 à l'université catholique de Louvain. Il poursuit ses études à Paris, puis à Berlin (1934-1937), où il travaille avec Kurt Heinrich Sethe, Hermann Grapow et Rudolph Anthes. Jozef Vergote enseigne le copte et l'égyptien ancien à l'université catholique de Louvain de 1938 jusqu'à sa retraite en 1978.
Il décède à Heverlee, en Belgique, le 8 janvier 1992.

## Publications
Il a été le rédacteur en chef de Orientalia Lovaniensia Periodica et a publié de nombreux ouvrages. Parmi ses publications les plus importantes figurent Joseph en Égypte (1959), Toutânkhamon dans les archives hittites (1961), et Grammaire copte (1973-1983). 